# Покої настоятеля з Іллінською церквою (Новгород-Сіверський)
Покої настоятеля з Іллінською церквою — пам'ятка архітектури національного значення Новгород-Сіверському. Наразі тут розміщуються експозиції історико-культурного музею-заповідника «Слово про похід Ігорів».

## Історія
Постановою Кабінету Міністрів УРСР від 24.08.1963 № 970 «Про впорядкування справи обліку та охорони пам'яток архітектури на території Української РСР» надано статус «пам'ятник архітектурі національного значення» № 850/4 під назвою «Покої настоятеля з Іллінською церквою».
Встановлено інформаційну дошку.

## Опис
Входить до комплексу Спасо-Преображенського монастиря та музею-заповідника «Слово про похід Ігорів».
Покої настоятеля з Іллінською церквою — оригінальна пам'ятка ранньої кам'яної цивільної (житлової) архітектури XVII століття, яка не має аналогів. Будівля збереглася у споконвічній формі.
«Покої настоятеля» були зведені у 2-й половині XVI століття. Будівля була двоповерховим, витягнутим по осі захід-схід цегляним корпусом з ризалітами по центру північного і західного фасадів. По периметру першого поверху будинок оперізувала цегляна галерея, на хрестових склепіннях якої на рівні другого поверху розташовувалося відкрите гульбище (тераса).
У XVII столітті на північний схід від покоїв був побудований одноповерховий «корпус на льохах», а наприкінці XVIII століття був надбудований другий поверх.
Корпус покоїв перетворено внаслідок добудов: у 1787 році зі сходу прибудовано Іллінську церкву та збудовано двоповерховий цегляний перехід, що з'єднує покої настоятеля, корпус на льохах та церкву; наприкінці XVIII століття із заходу прибудовано двоповерховий об'єм; у ХІХ столітті були об'єднані в єдине складне у плані будівлю.
«Іллінська церква» — одне нефна, одне апсидна, двокольорова, з плоскими горищними перекриттями по дерев'яних балках.
Двоповерхова, Н-подібна в плані будівля, опоясує з трьох сторін галерея, зі сходу примикає південна нава Іллінської церкви. Різаліти південного фасаду основного нефа грановані, над яким підноситься намет, а північного — прямокутні у плані. Фасади гладкі, декор частково втрачено. Приміщення першого та другого поверхів у цій частині будівлі, включаючи ризаліти, перекриті напівциркульними склепіннями з розпалубками над віконними та дверними отворами. Віконні отвори прямокутні (арочні віконні отвори стародавнього ядра розтесані).
До північного нефа Іллінської церкви примикає корпус на льохах. Інтер'єр першого поверху — одностовпна палата, перекрита хрестовими склепіннями. На глибині понад 5 метрів під корпусом розташовані льохи — система облицьованих цеглою підземних споруд із залою, невеликими приміщеннями та ходом-галереєю, яка веде глибоко під землю у бік Десни.
Під час Великої Вітчизняної війни пам'ятник сильно постраждав. Було проведено ремонтно-реконструкційні роботи. Зараз тут розміщується експозиція музею-заповідника «Слово про похід Ігорів».